# Doi (Familienname)
Doi (japanisch 土井) ist ein japanischer Familienname. Weniger verbreitete Varianten sind unter anderem 土居 und 土肥. Insgesamt sind sieben verschiedene Varianten bekannt.

## Herkunft und Bedeutung
Doi geht in der häufigsten Schreibweise auf die Bedeutung der Kanji 土 (dt. Erde oder Boden) und 井 (dt. Brunnen, Gemeinde oder Stadt) zurück.

## Namensträger
- Anna Doi (Badminton) (* 1989), japanische Badmintonspielerin
- Anna Doi (Leichtathletin) (* 1995), japanische Leichtathletin
- Doi Bansui (1871–1952), japanischer Lyriker und Übersetzer
- Hiroaki Doi (* 1978), japanischer Hammerwerfer
- Ichirō Doi (* um 1955), japanischer Jazzmusiker
- Kanta Doi (* 2004), japanischer Fußballspieler
- Kōhei Doi (* 1988), japanischer Fußballspieler
- Masako Doi (* 1995), japanische Judoka
- Misaki Doi (* 1991), japanische Tennisspielerin
- Natsuko Doi (* 1979), japanische Snowboarderin
- Nelson Doi (1922–2015), US-amerikanischer Politiker
- Peter Tatsuo Doi (1892–1970), japanischer Geistlicher, Erzbischof von Tokio
- Ryōta Doi (* 1987), japanischer Fußballspieler
- Shingo Doi (* 1983), japanischer Eisschnellläufer
- Shōma Doi (* 1992), japanischer Fußballspieler
- Shūta Doi (* 1996), japanischer Fußballspieler
- Takako Doi (1928–2014), japanische Politikerin
- Takao Doi (* 1954), japanischer Astronaut
- Takeo Doi (1920–2009), japanischer Psychoanalytiker
- Tomoyuki Doi (* 1997), japanischer Fußballspieler
- Doi Toshikatsu (1573–1644), japanischer Staatsmann
- Yōichi Doi (* 1973), japanischer Fußballspieler
- Yoshinori Doi (* 1972), japanischer Fußballspieler
- Yuji Doi (* 2007), japanischer Fußballspieler
- Yukihiro Doi (* 1983), japanischer Radrennfahrer